# Újezd u Přelouče
Újezd u Přelouče é uma comuna checa localizada na região de Pardubice, distrito de Pardubice.